# 截柱佛甲草
截柱佛甲草（学名：Sedum truncatistigmum）是景天科景天属的植物，是台灣的特有植物。分布在台灣本島，生长于海拔2,000米的地区，见于树上，目前尚未由人工引种栽培。